# Lara Casas
Pour les articles homonymes, voir Casas.
Lara Casas est une joueuse argentine de hockey sur gazon née le 22 juin 2004 à Buenos Aires. Elle a remporté avec l'équipe d'Argentine la médaille de bronze du tournoi féminin aux Jeux olympiques d'été de 2024, organisés à Paris.